# Осорио, Харольд
Харольд Даниэль Осорио Морено (исп. Harold Daniel Osorio Moreno; род. 20 августа 2003, Хикилиско, Усулутан) — сальвадорский футболист, атакующий полузащитник клуба «Чикаго Файр II» и сборной Сальвадора.

## Клубная карьера
Осорио — воспитанник клуба «Альянса». 5 мая 2021 года в матче против «Агила» он дебютировал в сальвадорской Примере. 2 октября в поединке против «Мунисипаль Лименьо» Харольд забил свой первый гол а «Альянсу». В составе клуба он дважды выиграл чемпионат.
10 августа 2022 года Осорио перешёл в американский клуб «Чикаго Файр II», подписав контракт до конца сезона 2024 с клубной опцией продления на сезон 2025. В MLS Next Pro он дебютировал 31 марта 2023 года в матче против «Торонто II», выйдя на замену во втором тайме. 7 мая в матче против «Миннесоты Юнайтед 2» он забил свой первый гол в MLS Next Pro. 14 апреля 2024 года в матче против «Нью-Йорк Ред Буллз II» он оформил хет-трик, реализовав три пенальти.

## Международная карьера
В 2019 году в составе юношеской сборной Сальвадора Осорио принял участие в юношеском чемпионате КОНКАКАФ. На турнире он сыграл в матчах против команд Гайаны, Гаити и Ямайки.
В 2022 году в составе молодёжной сборной Сальвадора Осорио принял участие в молодёжном чемпионате КОНКАКАФ в Гондурасе. На турнире он сыграл в матчах против команд Гватемалы, Арубы, Панамы и Доминиканской Республики. В поединке против гватемальцев Харольд забил гол.
22 августа 2021 года в товарищеском матче против сборной Коста-Рика Осорио дебютировал за сборную Сальвадора.

## Достижения
Командные
 «Альянса»
- Победитель сальвадорской Примеры (2) — Апертура 2021, Клаусура 2022